# Gottfried Barton

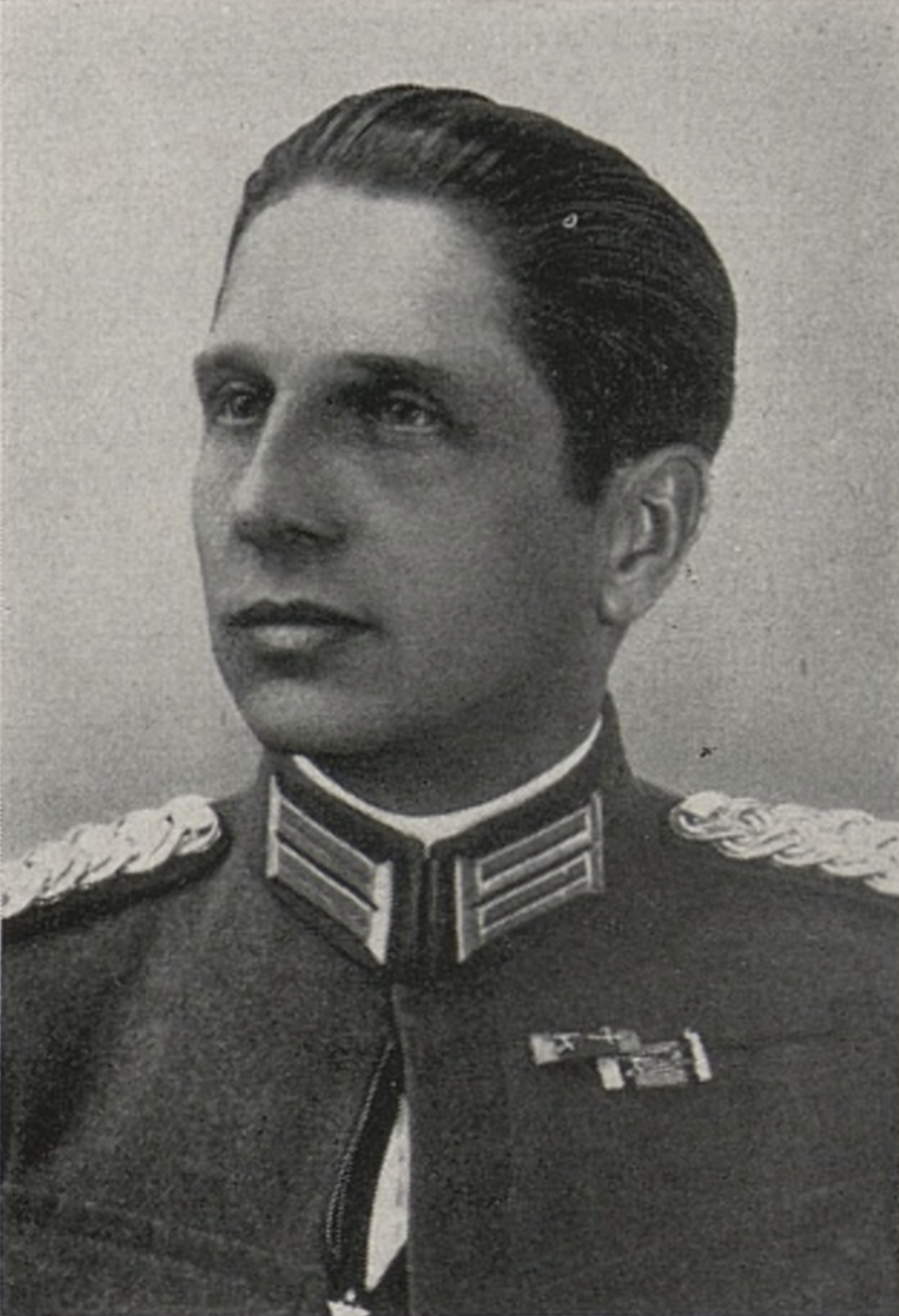
Major Gottfried Barton (ca. 1925)

Gottfried Barton (* 29. März 1885 in Wien; † 13. Januar 1977 ebenda) war ein österreichischer Offizier, zuletzt Generalmajor der Wehrmacht.

## Leben
Gottfried Barton beendete die Unterrealschule und trat anschließend der Kavallerieabteilung der Landwehrkadettenschule in Wien ein. Am 18. August 1904 verließ er diese als Kadettenoffiziersstellvertreter zum Landwehr-Ulanen-Regiment Nr. 1 (Lemberg). Es folgten dort am 1. November 1905 seine Beförderung zum Leutnant und im Jahr 1911 zum Oberleutnant. 1912 kam er zum Landwehr-Ulanen-Regiment Nr. 6 (Wels), mit welchem er am Ersten Weltkrieg teilnahm. Hier wurde er 1915 zum Rittmeister befördert.
In dem Gefecht bei Okna konnte sich Barton Anfang Juni 1916 als Kommandant der 4. Schwadron der Kavallerie-Schützen-Division, welche im Verband mit der 8. Kavallerie-Division kämpfte, auszeichnen. Durch den Befehl zum Rückzug und der Opferzahl bei Offizieren hatte Barton entschieden, die Führung der II. Kavallerie-Schützen-Division in dem Frontabschnitt zu übernehmen und den russischen Vorstoß einzudämmen. Er führte entgegen dem Befehl einen Gegenstoß und konnte die ursprünglich gehaltenen Stellungen erreichen, welche aber aufgrund der gegnerischen Überzahl schnell wieder verlassen werden mussten. Dieser Gegenstoß führte aber dazu, dass die eigenen Verbände sich geordnet zurückziehen konnten. Für diesen Einsatz erhielt Barton am 10. Juni 1916 das Ritterkreuz des Militär-Maria-Theresien-Orden verliehen. 
Nach dem Krieg blieb er als Rittmeister in der Armee, kam in die Volkswehr und später in das österreichische Bundesheer. Mit der Aufstellung der Kavallerie wurde er Schwadronskommandant in Enns, Salzburg und Wien. Später erhielt er das Kommando über das Dragoner-Regiment Eugen Prinz von Savoyen Nr. 1 (Stockerau, Neusiedl am See).
Mit der Übernahme des Bundesheeres in die Wehrmacht 1938 wurde er als E-Offizier Kommandeur der Wehrkreis-Reit- und Fahrschule XVII in Schloßhof (Niederdonau). Seine Beförderung zum Oberst (E) wurde mit dem 1. August 1935 festgelegt. Anlässlich des Gedenktages für die Schlacht von Tannenberg wurde Barton als aktiver Offizier am 27. August 1939 mit dem Charakter zum Generalmajor ausgezeichnet. Am 1. Februar 1941 wurde er zum Generalmajor befördert.
Von Mitte 1941 bis zur Auflösung im Juni 1942 war er einziger Kommandeur der Brigade 203, später Sicherungs-Brigade 203, welche im rückwärtigen Heeresgebiet in Russland eingesetzt wurde. Anschließend kam er ab Januar 1943 in die Führerreserve und nahm zum 30. Juni 1943 seinen Abschied.
Nach dem Krieg wohnte Barton wieder in Wien.